# 金山村 (富山県)
金山村（かなやまむら）は、かつて富山県射水郡にあった村。

## 沿革
- 1889年（明治22年）4月1日 - 町村制の施行により、射水郡青井谷村、浄土寺村、上野村及び上野新村の区域をもって、射水郡金山村が発足する。
- 1953年（昭和28年）11月15日 - 射水郡小杉町に編入する。